# Arjun Rampal
Arjun Rampal, född 26 november 1972, är en indisk skådespelare och modell. Hans debutfilm var Moksha som släpptes 2001 och regisserades av Ashok Mehta.